# Nouvelles Galeries de Mont-de-Marsan
Les Nouvelles Galeries de Mont-de-Marsan est un ancien grand magasin de la chaîne Nouvelles Galeries situé dans le chef-lieu du département français des Landes. Le bâtiment est édifié entre 1909 et 1910.

## Présentation
Le magasin des Nouvelles Galeries, de nos jours fermé, est situé dans le centre-ville de Mont-de-Marsan, à l'angle de la rue Léon-Gambetta et de la rue Augustin-Lesbazeilles, au lieudit des Quatre Cantons.
Au Moyen Age, l'emprise est occupée par l'hôpital Saint-Jean-du-Bourg-de-la-Font, mentionné pour la première fois en 1450 sous le nom gascon d'espitaou de la carrere grande et accueillant les pèlerins de Saint-Jacques-de-Compostelle traversant la cité située sur la voie Limousine. Cet hospice est à proximité de l'entrée du couvent des Cordeliers, édifié vers 1260 de l'autre côté de la chaussée et à l'extérieur du premier rempart de Mont-de-Marsan, face à la première porte de Saint-Sever.

### Historique
Les premiers grands magasins, évoqués par Émile Zola dans son roman Au Bonheur des Dames, font leur apparition en France dans les années 1850. Destinés à écouler les biens de consommation produits par la révolution industrielle auprès d'une clientèle bourgeoise, ils s'implantent dans le centre des grandes villes puis des villes moyennes où ils font suite aux échoppes médiévales, aux merceries du XVIIe siècle et aux colporteurs. A Mont-de-Marsan, il faut attendre le tout début des années 1900 pour qu'ouvre un premier magasin de l'enseigne des Nouvelles Galeries, le premier grand magasin du genre à s'implanter.

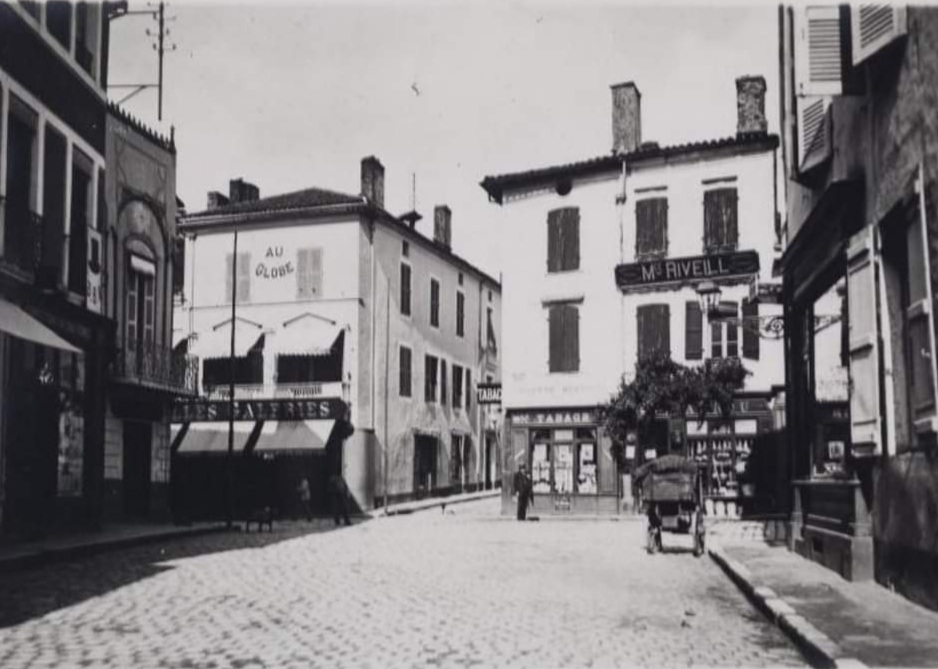
Carrefour des Quatre Cantons depuis la rue Frédéric-Bastiat en direction du premier magasin des Nouvelles-Galeries, vers 1900.
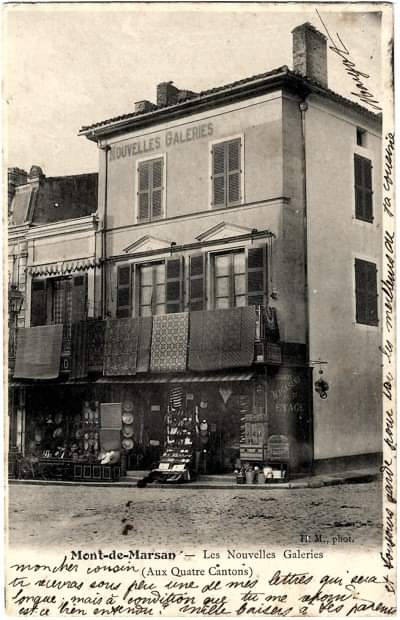
Premier magasin des Nouvelles-Galeries de Mont-de-Marsan dans les années 1900.

En 1909 débute la reconstruction du magasin. Elle est due à M. Forasté. Il décide de reconstruire en l'agrandissant un vieil établissement sis aux Quatre-Cantons. Il confie la tâche à l'entreprise Malardot qui livre, sans doute d'après des plans réalisés par Léon Lamaizière ou inspirés par lui, un édifice à structure métallique de trois niveaux offrant une surface de 1800 mètres carrés ainsi que des verrières et de vastes vitrines.
A son ouverture, le magasin offre à sa clientèle espace et galeries pour déambuler ainsi que du personnel en nombre. Ce personnel agite des drapeaux tricolores au passage du cortège présidentiel conduisant Raymond Poincaré dans les rues de la ville lors des fêtes présidentielles du 6 octobre 1913.
En 1960, l'escalier en fer forgé est remplacé par un escalier mécanique, la première épicerie en libre-service de la ville est ouverte, ainsi que de nouveaux rayons de prêt-à-porter. Le rayon alimentaire disparaît en 1990, victime de la concurrence des grandes surfaces, .
Les Nouvelles Galeries cessent leur exploitation et ferment définitivement le 29 mars 2008, laissant derrière elles vingt-six salariés. La propriétaire Micheline Darrieux-Forasté, descendante du créateur et âgée de 81 ans, met son bien en vente. Se pose alors la question du devenir du bâtiment, emblématique du centre-ville mais ne faisant l'objet d'aucune mesure de protection par les monuments historiques. En 2018, Mont-de-Marsan fait partie des 222 villes moyennes françaises à bénéficier d'un plan d'accompagnement financier pour redynamiser leur centre (plan national Action cœur de ville) et obtient à ce titre une subvention de 700 000 euros. En juin 2019, la Ville rachète les Nouvelles Galeries et un commerce environnant pour 1,6 million d'euros. A l'issue d'un appel à projets, le bâtiment doit devenir en 2025 un centre appelé NG2 comportant un hôtel trois étoiles, une salle de sport, des boutiques, un centre médical et un toit-terrasse.

## Galerie

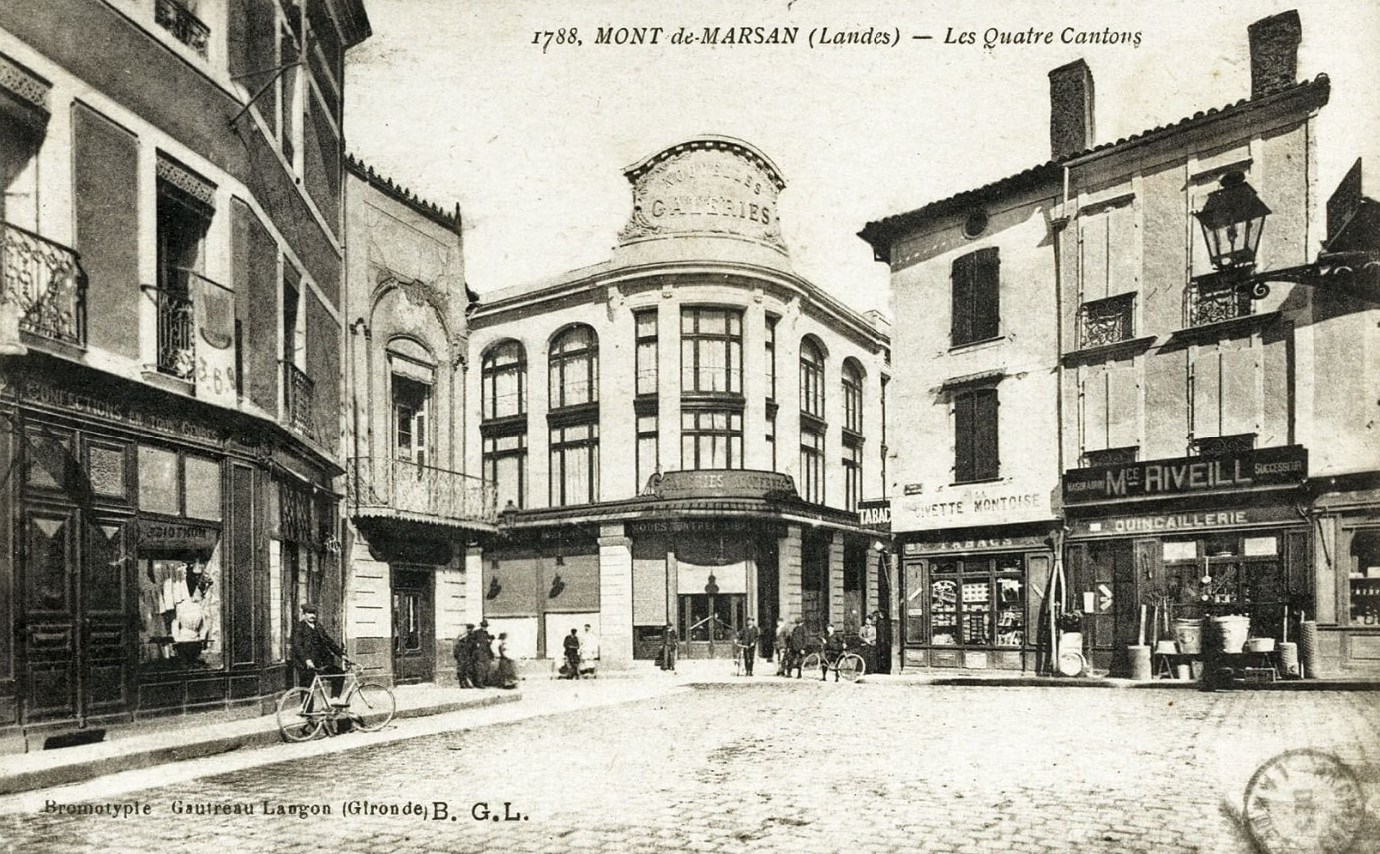
Photo ancienne des Nouvelles Galeries aux Quatre-Cantons.
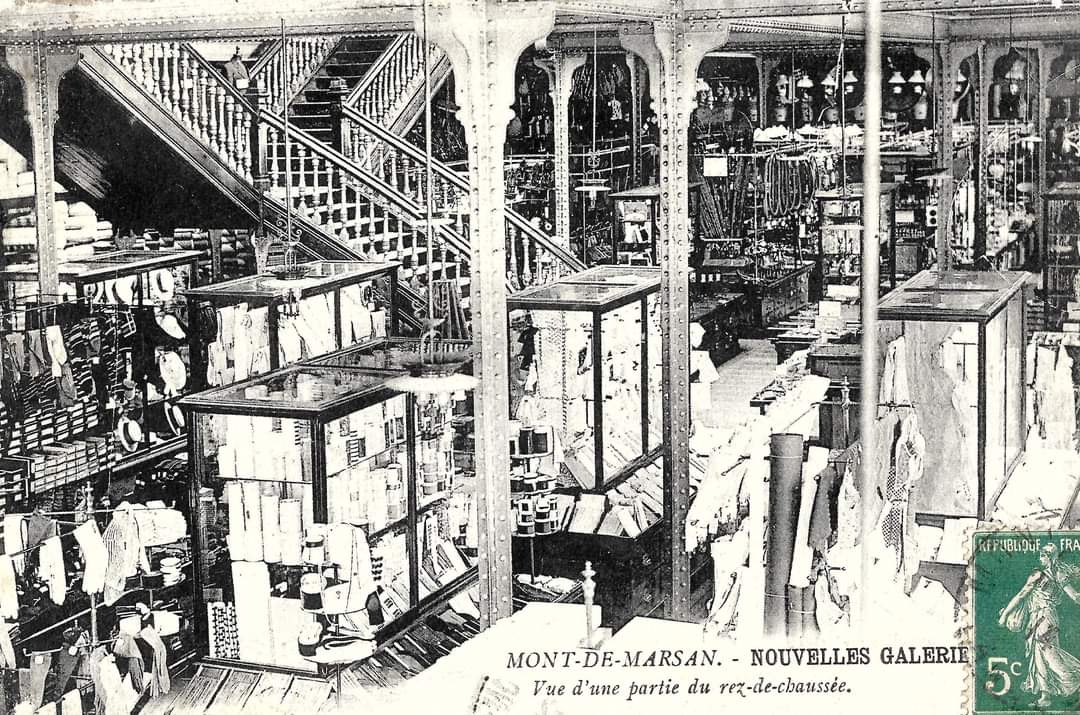
Vue intérieure des Nouvelles Galeries.
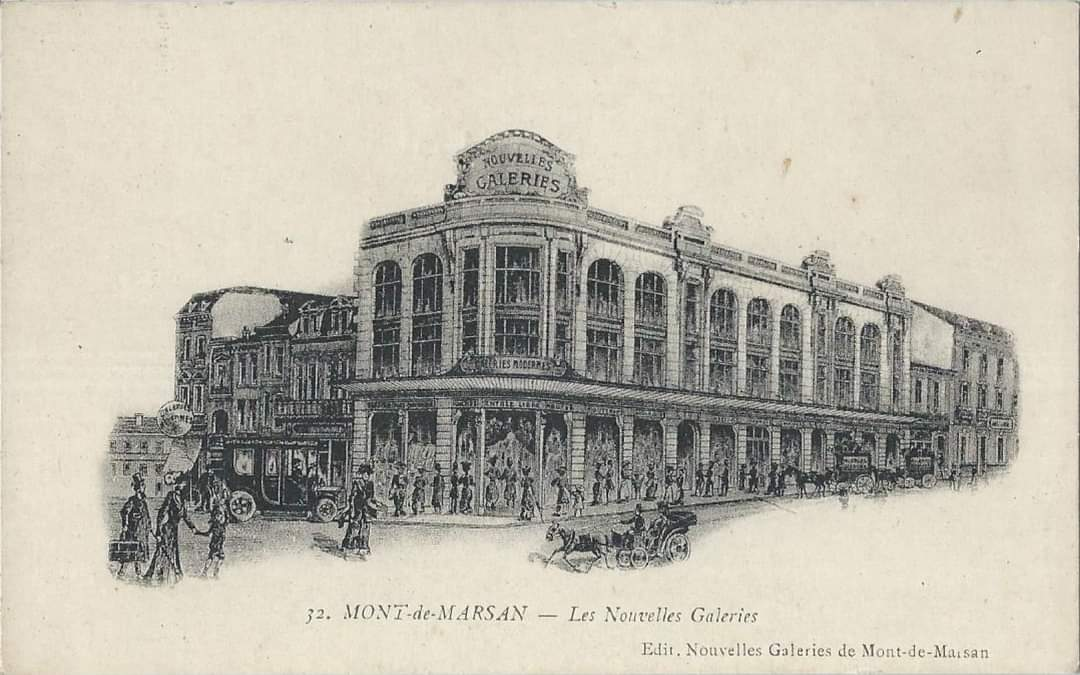
Carte postale publicitaire du magasin Les Nouvelles Galeries de Mont-de-Marsan, datée au verso du 21 février 1918.
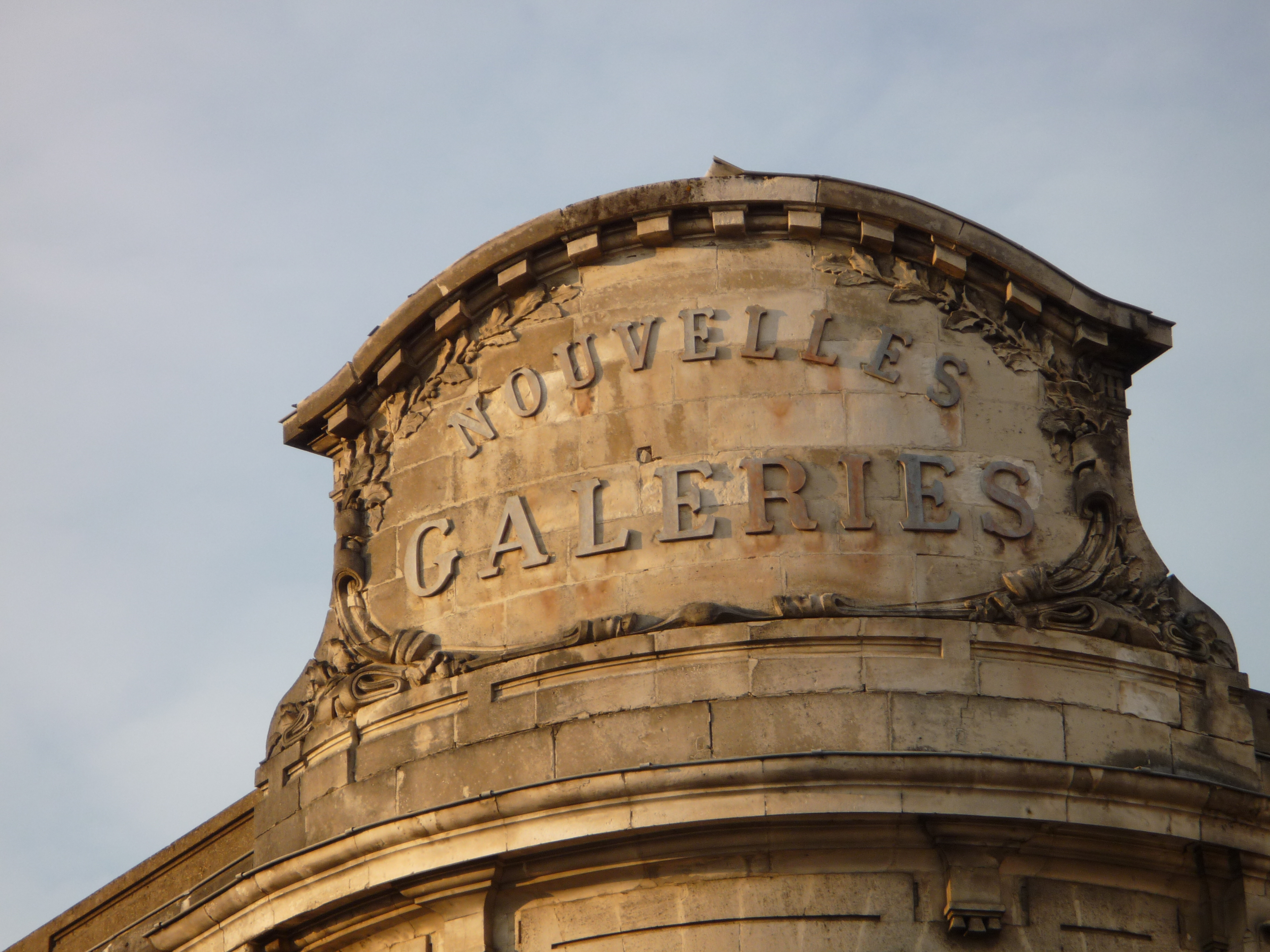
Fronton de style Art nouveau des Nouvelles Galeries.